# Rhypagla
Rhypagla là một chi bướm đêm thuộc họ Erebidae.

## Loài
- Rhypagla lacernaria Hübner, [1813]